# Endor (Guerre stellari)
Nell'universo fantascientifico di Guerre stellari, la Luna boscosa di Endor è un satellite naturale (luna) del pianeta Endor, sulla cui superficie vivono principalmente gli Ewok.
Sulla luna è ambientata la battaglia di Endor, che funge da fulcro nella trama de Il ritorno dello Jedi.

## Descrizione
La luna boscosa di Endor compare ne Il ritorno dello Jedi. In orbita attorno ad essa, l'Impero sta costruendo la seconda Morte Nera. Sulla luna è presente il generatore dello scudo che protegge la base spaziale in costruzione. La battaglia di Endor è combattuta tra i ribelli dell'Alleanza, coadiuvati dalla popolazione autoctona degli Ewok, e le forze dell'Impero Galattico proprio per il controllo di tale generatore.
Sono ambientati sulla luna boscosa di Endor anche i film per la televisione L'avventura degli Ewoks e Il ritorno degli Ewoks, che seguono gli eventi narrati ne Il ritorno dello Jedi nella cronologia di Guerre stellari, e la serie animata Ewoks. Compare anche nell'attrazione originale del parco a tema Disney Star Tours e in una sere tie-in della Marvel Comics.
Nelle produzioni cinematografiche, la superficie della luna è coperta da fitte foreste di alberi molto alti, da cui il nome. È abitata dagli Ewok, che hanno l'aspetto di piccoli orsetti bipedi.
Esistono descrizioni alternative del sistema Endor, offerte in produzioni successive. Gli storyboard degli effetti speciali per Il ritorno dello Jedi si riferiscono a una sfera lontana nel sistema come "Pianeta Endor". Secondo il romanzo Il ritorno dello Jedi, il pianeta è scomparso in un antico cataclisma. I film per la televisione degli Ewok ritraggono un gigante gassoso nel cielo e anche i romanzi La tregua di Bakura e Il discepolo del Lato Oscuro menzionano un pianeta visibile dalla luna. Il pianeta è chiamato "Tana" nella serie animata Ewok, che raffigura un sistema stellare binario (mentre altre fonti raffigurano un solo sole). Secondo Star Wars Databank, questo nome alternativo "può essere attribuito alla tradizione e al mito di Ewok". Altri indicano che attorno al gigante gassoso orbiterebbero nove lune, di cui la Luna boscosa (o Luna rifugio) sarebbe la maggiore.
In un fumetto di Star Wars Tales intitolato Apocalypse Endor, un veterano imperiale di Endor parla della luna devastata dall'impatto dei detriti in caduta dalla Morte Nera, che è stata fatta saltare in aria mentre era in orbita attorno alla luna. Tuttavia, un altro personaggio lo liquida come un mito, dicendo che la maggior parte della massa della Morte Nera è stata cancellata dall'esplosione e che i ribelli "si sono presi cura del resto". L'ascesa di Skywalker descrive il relitto della seconda Morte Nera in un luogo acquatico, chiamato Kef Bir, una luna oceanica presente nel film che orbita attorno allo stesso gigante gassoso della luna boscosa. Wicket W. Warrick e suo figlio Pommet appaiono brevemente alla fine de L'ascesa di Skywalker, in cielo dopo la distruzione di uno star destroyer di classe Resurgent. Su Endor si è tenuto il funerale di Dart Fener.
Endor si trova nel settore Moddell dei territori dell'Orlo Esterno. della galassia. Situato nella griglia quadrata H-16 sulla Griglia Galattica Standard, era collegato a Cerea e Bakura da un percorso iperspaziale. Nello stesso settore sono presenti i pianeti Firrirre, Rattatak, Tirracles e Bunduki.

## Riprese
Le scene di Endor nel Ritorno dello Jedi furono girate nel Parco nazionale di Redwood in California, nella macchia di sequoie giganti (detta "Avenue of Giant") nella parte settentrionale della contea di Humboldt e in altre foreste vicino alla remota città di Smith River.
Nello specifico, l'inseguimento in speeder bike fu girato nel parco statale di Grizzly Creek. Le scene nelle quali erano previste delle esplosioni non poterono essere girate né nel parco nazionale, né nei parchi statali e furono ambientate sul terreno di una società di disboscamento.
Durante la produzione del film, Endor veniva indicata come la "luna verde di Endor".

## Cultura di massa
La luna boscosa di Endor, insieme a Pandora (appartenente all'universo immaginario di Avatar), è spesso citata per esemplificare al grande pubblico il concetto di esoluna abitabile. Anche Andoria, nell'universo fantascientifico di Star Trek, è un'esoluna, abitata dagli Andoriani, ma a differenza della luna boscosa di Endor, è perlopiù ghiacciata.